# کبدی (ورزش)
کَبَدی یا زو یک بازی و ورزش است که بیش‌تر در هند، پاکستان و ایران رواج دارد. سال ۱۳۸۱ برای نخستین‌بار مسابقات قهرمانی این بازی برای مردان در سطح آسیا برگزار شد.

## ریشه‌شناسی
نام کبدی از کلمهٔ «کای پیتی» آمده است که در زبان تامیلی به معنای «دست به دست هم دادن» است.

## روش بازی
مهاجمان ۲ تیم در حالی که به‌طور مرتب کلمهٔ «کبدی‌کبدی» را تکرار می‌کنند با انجام حرکات حمله و دفاع و جابه‌جایی تلاش می‌کنند تا با لمس کردن یا گرفتن یار تیم مقابل بتوانند به بالاترین امتیاز دست یابند. تعویض در این بازی هیچ محدودیتی ندارد. در صورت تساوی ۲ تیم در وقت‌قانونی، ۵ حمله از سوی هر کدام از ۲ تیم انجام می‌شود و اگر باز هم مساوی شدند، حمله یک‌به‌یک پِیگیری می‌شود.[۵]
در طول این بازی باید مکرراً کلمهٔ کبدی با صدای بلند و واضح از سوی بازیکن مهاجم تکرار شود. به‌طوری که قطع کردن کلمهٔ کبدی‌کبدی به‌معنای پایان حمله یا نفس‌گیری در حین حمله به‌معنی قطع کردن محسوب می‌شود و مهاجم باید تا زمان برگشت به زمین خود آن را بگوید. نحوهٔ کسب امتیاز هم بدین‌صورت است که اگر مهاجم با حریف یا حریف با مهاجم تماس پیدا کند و مهاجم به زمین خود برگردد، امتیاز کسب شده و همچنین مدافع ناکام از زمین خارج می‌شود؛ اما اگر حریفان مهاجم را نگه داشته و در زمین خودی متوقف کنند و اجازهٔ رسیدن مهاجم به خط میانی یا زمین خودی را ندهند، مهاجم یک امتیاز از دست داده و از زمین خارج می‌شود؛ در عین حال در صورت موفقیت مهاجم هر تعداد مدافع که مهاجم را لمس نموده باشند از جریان بازی خارج و به همان میزان امتیاز به تیم حمله‌کننده تعلق می‌گیرد. در صورت خارج شدن تمامی بازیکنان یک تیم در طول مسابقه، امتیازی جداگانه به امتیازات تیم حاضر در زمین اضافه می‌شود. در قوانین جدید نیز در صورتی که ۲ نفر یا تک‌نفر باقی مانده در زمین مهاجم را متوقف نمایند، به اصطلاح امتیاز عالی (۲ امتیاز) به تیم مدافع تعلق می‌گیرد. به ازای هر بازیکنی که از تیم روبه‌رو خارج می‌شود، بازیکنی به تیم مقابل اضافه می‌گردد، به‌جز زمانی که ترکیب آن تیم کامل (۷ نفر سالنی یا ۶ نفر ساحلی) باشد.[۶]
بازی کبدی دارای خطوطی در زمین و قوانینی خاص است که در طول بازی باید رعایت شود. تیم‌ها به‌نوبت «مهاجم» را در طول خط مانع نیمه به زمین حریف ارسال نموده و تیمی که بیش‌ترین امتیاز را در پایان بازی به‌دست آورده باشد برنده اعلام می‌شود. لازمهٔ این ورزش واکنش سریع، ظرفیت ایدئال مربوط به جهاز تنفسی، قدرت‌بدنی، انعطاف‌بدنی، هماهنگی اعصاب و عضلات، توان بالای تصمیم‌گیری و قابلیت بازتابی بازیکنان می‌باشد.
کبدی ورزش سنّتی هند، پاکستان و ایرانی می‌باشد و نخستین‌بار در بازی‌های [۷]

### ایران
این بازی در [۸]
تشکیلات این رشتهٔ ورزشی از سال ۱۳۷۵ با عنوان انجمن کبدی (فدراسیون ورزش‌های همگانی) شروع به فعالیت نمود و برای اولین‌بار در سال ۱۳۸۱ در مسابقات قهرمانی آسیا مردان شرکت و به مقام سوم این دوره از مسابقات نائل آمد و در سال ۱۳۸۲ موفق به کسب مقام اول آسیا در ردهٔ جوانان و بزرگ‌سالان و در سال ۱۳۸۳ این ورزش با کسب نائب‌قهرمانی جهان مدال‌های پُراَرزشی را به ارمغان آورد و با توجه به ضرورت و صلاح‌دید مسئولان سازمان تربیت‌بدنی در تاریخ ۸/۴/۸۴ با تشکیل مجمع عمومی تحت عنوان فدراسیون کبدی جمهوری اسلامی ایران عملاً شروع به فعالیت نمود.[۹]
در سال ۱۳۸۹ تیم ملی ایران در بازی‌های المپیک آسیایی نیز مقام دوم آسیا را کسب نمود. در سال ۱۳۹۳ تیم‌های ملی مردان و زنان کبدی ایران در مسابقات آسیایی اینچئون کره‌جنوبی به مدال نقره و مقام دوم رسیدند (هندوستان در هر دو رده قهرمان شد و مدال‌های طلا را کسب نمود). در مسابقات آسیایی جاکارتا اندونزی در روز جمعه اول شهریور ۱۳۹۷، تیم‌های ملی بزرگ‌سالانِ مردان و زنان ایران با تاریخ‌سازی برای نخستین‌بار به قهرمانی و کسب مدال طلا دست یافتند و مجموع طلاهای ایران را در بازی‌های آسیایی جاکارتا در روز ابتدایی شهریور به عدد ۱۲ رساندند و جای‌گاه چهارمی ایران را تثبیت کردند.

### ورزش کبدی در آسیا
کبدی از [۹]
ورزش کبدی در هند و پاکستان دارای بیش‌ترین طرف‌دار است.[۱۰]

## انواع کبدی
در حال حاضر چهار نوع رایج (چهار سبک) کبدی با قوانین متفاوت وجود دارد:
1. استاندارد ۱۲ نفره
2. سالنی ۷ نفره
3. ساحلی ۶ نفره
4. سرکل ۱۴ نفره

### Indoor style
Source (Page 17-26):

### Beach style
Source (Page 27-36):

## قوانین و مقررات
کبدی سالنی ۷ بازیکن (۵ بازیکن اصلی و ۲ ذخیره)، کبدی ساحلی ۶ نفره (۴ بازیکن اصلی و ۲ ذخیره)
1. وقت بازی ۲ وقت ۲۰ دقیقه می‌باشد و در صورت تساوی ۲ تیم در پایان وقت قانونی ۵ حمله از سوی هر تیم صورت می‌پذیرد و اگر باز هم مساوی شدند، حمله یک‌به‌یک پِیگیری می‌شود. تا تیم برنده مشخص گردد.

## انواع امتیاز
Source:
1. Out
2. Bonus
3. All Out
4. Technical
5. Super Tackle
6. If any team does not gain score in three consecutive attacks, one point is given to the opposing team.

در هر دو نیمه یک خط پاداش وجود دارد. در حالی که زمان حمله، مهاجمان باید آن خط پاداش را پس از آن لمس کنند، تنها او می‌تواند مدافعان را لمس کند. خط پاداش دارای ۲ امتیاز است. بعد از هر دور، زمین تیم‌ها عوض می‌شود. با گذشت زمان بازی زمین باز بود اما اکنون در سطح ملی و بین المللی به صورت مات انجام می‌شود.

## زمین بازی
زمین بازی قطعه زمینی است مسطح با تشک با ابعاد۵/۱۲== بازی زو ==
بازی «زو» همان ورزش کبدی است که از زمان‌های قدیم در ایران وجود داشته اما بیش‌تر به‌صورت بازی کودکان بود تا ورزش رسمی. روش بازی به این صورت است که افراد به ۲ گروه تقسیم می‌شوند و نفرات به ترتیب در هر ۲ گروه انتخاب شده و با ادای کلمهٔ زوو به میان تیم حریف می‌روند و یکی از افراد گروه مقابل را می‌گیرد. بیان کلمهٔ «زو» باید به صورت مداوم صورت بگیرد. از آن‌جایی که گفتن این کلمه هم در حالت دَم و هم در حالت بازدَم امکان‌پذیر است، تیم مقابل باید دقت کند که فرد زو کننده از حالت بازدَم به حالت دَم وارد نشود که البته این تغییر حالت با تغییر تُن صدا هم‌راه است و بازیکنان باتجربه به سادگی آن را متوجه می‌شوند.[۱۵]
ابتدا افراد به ۲ گروه ۷ نفره تقسیم می‌شوند و یک گروه گرگ و گروه دیگر بَرّه می‌شود. آن‌گاه یکی از گرگ‌ها با گفتنِ زوو به یکی از بره‌ها دست می‌زند؛ اگر بره‌ها گرگ را تا زمانی که صدای «زویش» بند بیاید (به اصطلاح نفس کم بیاورد) بتوانند نگه دارند آن گرگ یکی از بره‌ها می‌شود.[۱۶]